# HAT-P-5
HAT-P-5 — звезда 12-й звёздной величины в созвездии Лиры на расстоянии около 1108 световых лет от Земли. Вокруг звезды обращается, как минимум, одна экзопланета.

## Характеристики
HAT-P-5 представляет собой жёлтый карлик спектрального класса G с массой и радиусом, равными 1,16 и 1,167 солнечных соответственно. Температура её поверхности выше солнечной — около 5960 кельвинов. Возраст звезды оценивается в 2,6 миллиарда лет.

## Планетная система

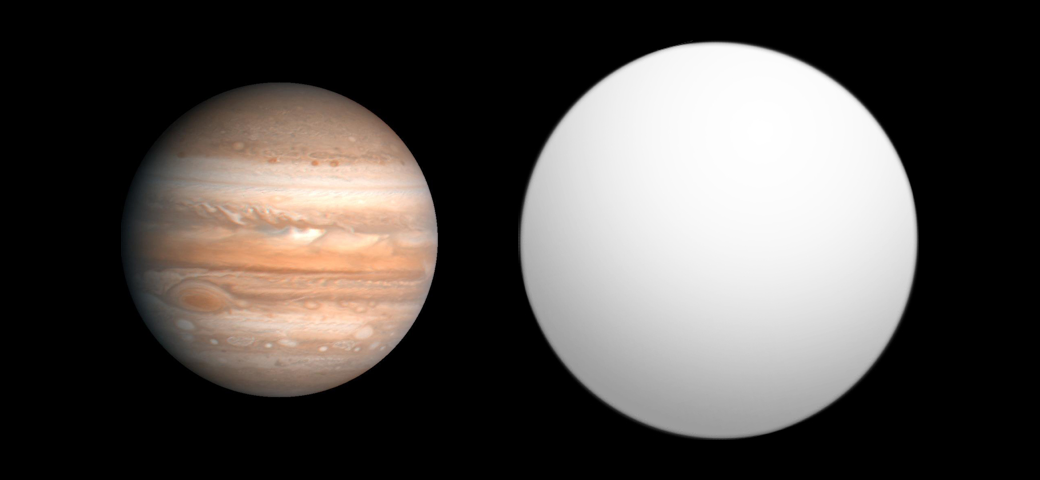
Сравнительные размеры HAT-P-5 b и Юпитера.

9 октября 2007 году командой астрономов, работающих в рамках проекта HATNet, в «The Astrophysical Journal Letters» был представлен доклад об открытии экзопланеты HAT-P-5 b, проходящей близ HAT-P-5. Она была описана как газовый гигант с радиусом около 1,25 радиуса Юпитера и с приблизительно юпитерианской массой. Её плотность, как сообщалось, составляла 0,66 ± 0,11 г/см³, наклонение орбиты 86,75 ± 0,44°. Из-за близкого местоположения к родительской звезде её атмосфера должна быть чрезвычайно сильно нагрета, по оценкам первооткрывателей она составляет около 1500 кельвинов. Полный оборот вокруг звезды планета совершает за 2,7 суток. Открытие было совершено транзитным методом.